# أحمد بن محمد الأردبيلي
الشيخ أحمد بن محمّد الأردبيلي، المشهور بـ "المحقّق، والمقدّس الأردبيليّ"، من أشهر فقهاء الشيعة الإمامية في القرن العاشر الهجريّ. له تحقيقاتٌ وآثار أبكار في: الفقه والأصول والتفسير والحديث والرجال والكلام. توفي عام 993 هجري.

## حياته
قال العلامة المجلسي في كتابه بحار الأنوار: أخبرني جماعة عن السيّد الفاضل أمير علاّم قال: كنتُ في بعض الليالي في صحن الروضة المقدّسة بالغري (النجف) على مشرِّفها السلام، وقد ذهب كثير من الليل، فبينما أنا أجول فيها إذ رأيت شخصاً مقبلاً نحو الروضة المقدّسة، فأقبلت إليه، فلمّا قربتُ منه عرفتُ أنّه أستاذنا الفاضل العالم التقيّ مولانا أحمد الأردبيليّ قدّس الله روحه، فأخفيتُ نفسي عنه حتّى أتى البابَ وكان مغلَقاً فانفتح له عند وصوله إليه، ودخل الروضة، فسمعته يكلّم كأنّه يناجي أحداً، ثمّ خرج وأُغلق الباب، فمشيتُ خلفه حتّى خرج من الغريّ وتوجّه نحو مسجد الكوفة، فكنتُ خلفه بحيث لا يراني، حتّى دخل المسجد وصار إلى المحراب الذي استُشهِد عنده أمير المؤمنين عليه السّلام، ومكث طويلاً.. ثمّ رجع وخرج من المسجد وأقبل نحو الغريّ، فكنتُ خلفه، حتّى قرب الحنّانة فأخذني سُعال لم أقدر على دفعه، فالتفتَ إليّ فعرفني وقال: أنت أمير علاّم ؟ قلت: نعم، قال: ما تصنع ها هنا ؟ قلت: كنت معك حيث دخلتَ الروضة المقدّسة إلى الآن، وأقسم عليك بحقّ صاحب القبر أن تُخبرني بما جرى عليك الليلة من البداية إلى النهاية، فقال: أُخبرك على أن لا تخبر به أحداً ما دمتُ حيّاً. فلمّا توثّق ذلك منّي قال:
كنتُ أفكّر في بعض المسائل وقد أُغلِقتْ علَيّ، فوقع في قلبي أن آتيَ أمير المؤمنين عليه السّلام وأسأله عن ذلك، فلمّا وصلتُ إلى الباب فُتح لي بغير مفتاحٍ كما رأيتَ، فدخلتُ الروضة وابتهلتُ إلى الله في أن يجيبني مولاي عن ذلك، فسمعتُ صوتاً من القبر أن ائتِ مسجد الكوفة وسَلِ القائم صلوات الله عليه؛ فإنّه إمامُ زمانك، فأتيتُ عند المحراب وسألته عنها وأُجِبت، وها أنا أرجع إلى بيتي.

## مؤلّفاته
للمقدّس الأردبيلي مؤلّفات جيّدة وعديدة، منها:
1 ـ مجمع الفائدة والبرهان: هو شرح (إرشاد الأذهان) للعلاّمة الحلي.
2 ـ زبدة البيان في براهين أحكام القرآن: وهو شرح وتفسير آيات الأحكام.
3 ـ حديقة الشيعة: باللغة الفارسيّة.
4 ـ الخراجية.. وله رسائل وتعليقات، وكتب باللغة الفارسيّة.
5- حاشية على إلهيّات شرح الجديد للتجريد، (شرح التجريد للقوشجي).
6- حاشية على الكشاف أو تعليقة على ما قاله الزمخشري.
7- حاشية على أنوار التنزيل أو تعليقة على ما قاله البيضاوي.
8- شرح كلمة: لا إله إلاّ الله أو شرح كلمة التوحيد.
9- إثبات الواجب أو أصول الدين.
10-حديقة الشيعة باللغة الفارسية

## دراسته
قرأ على بعض تلامذة الشهيد الثاني وفضلاء العراقَين، وله الرواية عن السيّد علي الصائغ ـ وهو من كبار تلامذة الشهيد الثاني ـ. قرأ عليه جملةٌ من الأجلاّء.

## وفاته

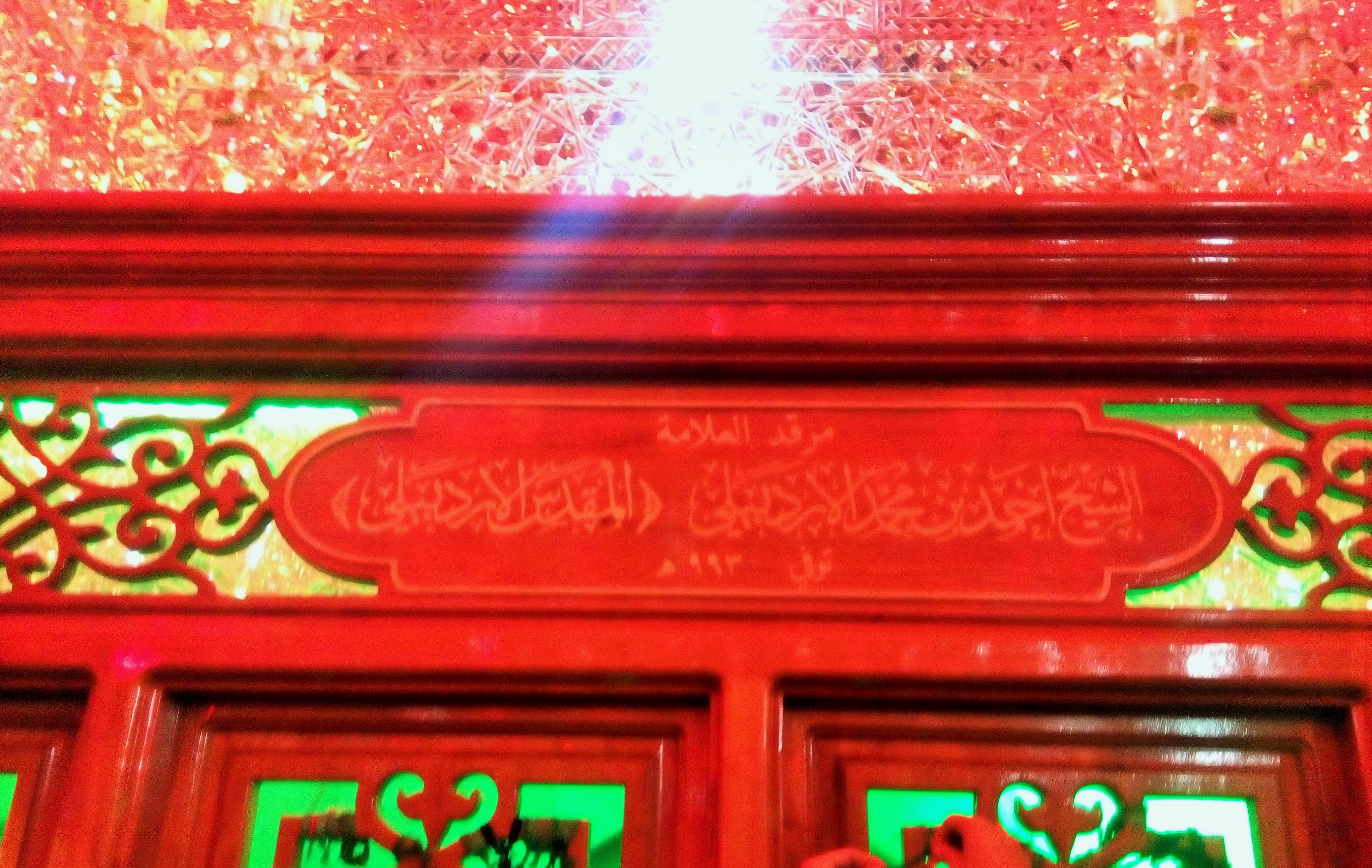
مرقد أحمد بن محمد الأردبيلي في الروضة الحيدرية.

تُوفّي في المشهد الغرويّ المقدّس بالنجف في شهر صفر سنة 993هـ، ودُفن في الحجرة المتصلة بالمخزن المتصل بالرواق الشريف.

## خصال تحقيقيّة
للمقدّس الأردبيلي فضائل حميدة وسيرة كريمة في التحقيق والنقد والاستنباط، تُستفاد من خلال بحوثه ومصنّفاته، منها:
- قوله في الإخلاص:

الأمر الضروريّ المهمّ الذي لا بدّ منه، ولا تصحّ بدونه العبادة، هو: الإخلاص، الذي هو مدار الصحّة وبه تتحقّق العبودية والعبادة، وهو صعبٌ ونادر (مجمع الفائدة 99:1).
ـ إنّ المدار على النيّة والإخلاص، وهو أمرٌ قلبيّ لا يخصّ الجهر والإخفاء، فقد يقع الرياء خَفاءً أكثر من الجهر (زبدة البيان 405).
- وقوله في الظنّ:

ـ ينبغي الاحتياط التامّ؛ فإنّ الطريق صعب، وظنّي لا يُغني من جوعي، فكيف جوع غيري! (مجمع الفائدة 83:1).
ـ.. لكنّ ظنّي لا يغني من العلم شيئاً، فعليك طلبَ الحقّ والاحتياط ما استطعت (مجمع الفائدة 183:2).
ـ فتأمّلْ لعلّك تجد غلطي (مجمع الفائدة 416:14).
- وقوله في الدليل:

ـ بالجملة ينبغي حفظ الضابط وعدم الخروج عنه إلاّ بدليل (مجمع الفائدة 434:9).
ـ العمدة تحقيق المسألة بالدليل (مجمع الفائدة 302:12).
- عدم الجرأة في الفتوى:

ـ فتأمّلْ، ولا تقل على الله ما لا تعلم، فإنّ الذي يُتخيّل من استحسان العقل.. باطلٌ بطلاناً واضحاً.. فلا يمكن الجرأة في الأحكام الإلهيّة بمِثل هذه الأشياء (زبدة البيان 35).
ـ وبالجملة، المسألة مجملة، والحُكْم على الوجه الإجمالي مشكل، فينبغي التفحّص والتأمّل في ذلك، وعدم الجرأة والاستعجال (مجمع الفائدة والبرهان 402:13).
ـ نعوذ بالله من القول بالرأي والهوى (مجمع الفائدة 514:12).
- قوله في الاحتياط:

ـ إنّما يأمرُكُم (أي الشيطان) بالسُّوءِ والفحشاءِ وأن تقولوا على اللهِ ما لا تعلمون. معنى: أن تقولوا.. أنّ الشيطان يدعوكم إلى أن تقولوا على الله ما لا تعلمون.. فيُفهم (من الآية) حرمة القول على الله (زبدة البيان 617).
ـ كلّ ما يُقال أنّه غِناء فهو حرام.. فإن ثبت اعتبار الترجيع والطرب في الغناء فهو المحرَّم فقط، وما نعرفه، وإلاّ فيحرم الكلّ، والاحتياط في ترك الكلّ (زبدة البيان 413).
ـ (وفي مسألة النظر إلى الأجنبيّة قال:) الاجتناب أحوط مهما أمكن (زبدة البيان 524).
ـ فتأمّل واحتطْ، فلا تخرج (في السفر) بعد دخول الوقت من المنزل حتّى تصلّي فيه تماماً لا في خارجه (مجمع الفائدة 440:3).
ـ لابدّ من الاحتياط مهما أمكن؛ فإنّ الدهر خالٍ عن العالم (لعلّه يشير إلى غيبة الإمام الحجّة عليه السّلام)، والأخذُ من مردّ الكتب من غير سماع عن العلماء والعملُ به مع قلّة البضاعة، والاحتمالُ في الكلام وسوء الفهم والعمل به خصوصاً لغير الفاهم، مُشكِل! واللهُ دليل المتحيّرين، وقابل عذر المضطرّين والمعذورين (مجمع الفائدة 442:3).
ـ والاحتياط طريق السلامة، فلا يُترَك لو أمكن (مجمع الفائدة 117:6).
هذا.. وللمقدّس الأردبيليّ أدبٌ خاصّ في التعامل مع فتاوى العلماء، فيباحثهم ويستدلّ على خلاف رأيهم بأسلوبٍ مهذّبٍ رفيع، وربّما وجّه كلامَهم على حُسن ظنٍّ واحتياط ثمّ أدلى بفتواه .

## وصلات خارجية
هذا هو المقدس الأردبيلي
قصة المقدس الأردبيلي
المقدس الأردبيلي والأحجار الكريمة